# 岡山社会保険事務局
岡山社会保険事務局（おかやましゃかいほけんじむきょく）は、岡山県岡山市北区にあった社会保険庁の地方支分部局で、岡山県を管轄していた。

## 管内社会保険事務所等
- 岡山社会保険事務局岡山東社会保険事務室（岡山東社会保険事務所）
- 岡山西社会保険事務所
- 倉敷東社会保険事務所
- 倉敷西社会保険事務所
- 津山社会保険事務所
- 高梁社会保険事務所（岡山社会保険事務局高梁事務所）

## 周辺
- 岡山中央郵便局
- 西日本電信電話
- 川崎医科大学附属川崎病院
- 天満屋
- 天満屋バスステーション
- 岡山電気軌道清輝橋線